# Hamamatsu-juku
Hamamutsu-juku (jap. 浜松宿 Hamamutsu-juku) – dwudziesta dziewiąta z 53 stacji szlaku Tōkaidō, położona obecnie w mieście Hamamatsu, w prefekturze Shizuoka w Japonii.

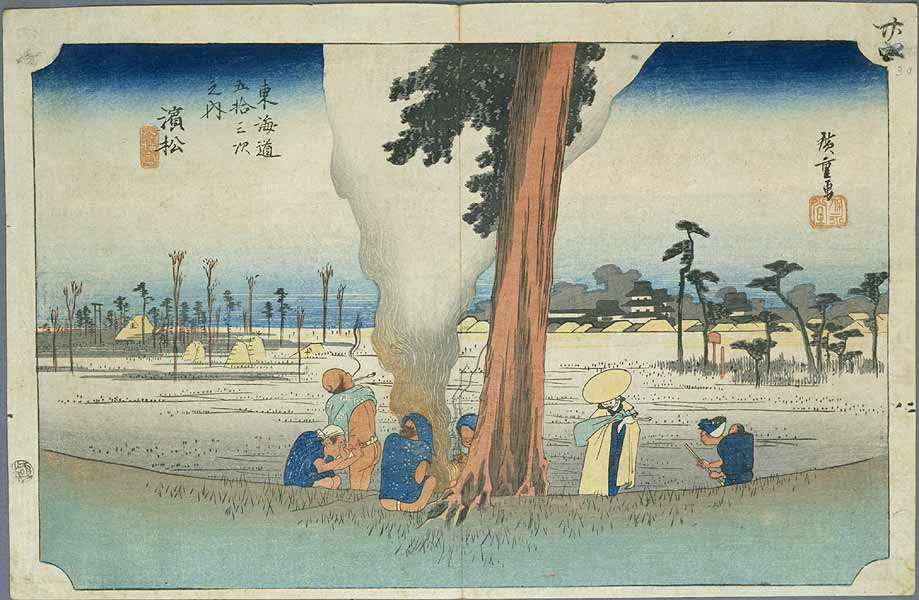
Stacja w latach 30. XIX wieku, Hiroshige Andō

Od pierwszego roku ery Genki (1570) na obecnym terenie shukuby znajdowało się miasto zamkowe Hamamutsu. Po otrzymaniu statusu shukuby było tu sześć honjinów, a miasto wraz z Hakone-juku było jedną z największych stacji na szlaku.